# Trozza (dinastia)
I Trozza (chiamati anche Drozza, Drazza, Draoza, Drozzi) furono una dinastia di origine bavarese di alta nobiltà.
Sono espressamente citati nella Lex Baiuvariorum, in cui si legge l'antica legge popolare del ducato tribale dei Bavari dall'anno 635 in poi, accanto agli Huosi, Fagana, Hahiligga, Anniona e alla famiglia ducale degli Agilolfingi. Tuttavia, a differenza di queste altre famiglie citate, esse non sono menzionate nei documenti in Baviera a partire dall'VIII secolo, per cui si può supporre che all'epoca non avessero più un significato straordinario per il ducato.
Il nome è traducibile come "il prepotente, il recalcitrante/l'ostinato, l'inflessibile/l'indomabile" o come "lo scontroso, il burbero", così come aggettivi terrificanti come "orrore o diavolo".